# Mankells Wallander: Vermisst
Vermisst (schwedisch: Försvunnen) ist ein schwedisch-deutscher Fernsehfilm aus dem Jahr 2013.
Es handelt sich um die zweite Folge der dritten Staffel, also die insgesamt achtundzwanzigste Folge der schwedischen Kriminalserie Mankells Wallander mit Krister Henriksson in der Hauptrolle. Die Erstausstrahlung in Schweden fand am 19. Juni 2013 auf TV4 statt; die deutschsprachige Erstausstrahlung erfolgte am 22. Dezember 2013 auf Das Erste.

## Handlung
Nach seiner Suspendierung kehrt Wallander in den Polizeidienst zurück. Wallander erfährt von seinem Vorgesetzten Matson, dass Martinsson in seiner Abwesenheit mehr personelle Verantwortung bekommen hat.
Da wird die zehnjährige Ella Svedberg als vermisst gemeldet, die nicht in der Schule angekommen ist, nachdem sie sich am Morgen ganz normal von ihrer Mutter Helen verabschiedet hat. Inzwischen suchen die Eltern parallel zur Polizei auch selber nach Ella. Ihr Vater, der Chilene Pablo Hernandez, hat Ella am Morgen zu Helen gebracht, bevor Ella zur Schule gefahren ist. Bei seiner Ankunft haben, wie Helen sagt, sie und Pablo wie üblich gestritten. Wallander befragt den Ladeninhaber Viktor Nilsson, der Ella und ihrer Klassenkameradin Josefina auf dem Schulweg immer Süßigkeiten gibt. Heute war Josefine nicht dabei, weil sie mit Fieber zuhause im Bett lag, sonst war seiner Aussage nach alles normal. Er weist Wallander auf eine Stelle am Fluss hin, wo die beiden Mädchen öfters gespielt haben. Als Wallander dort das Schaumzuckerherz findet, das Ella am Morgen von Viktor bekommen hat, lässt er einen Suchhund rufen. Dieser findet das Versteck der beiden Mädchen im Gebüsch.
Wallander befragt Josefine. Diese erzählt, dass Ella oft gemeint hat, ihr Vater würde sie eines Tages auf eine Reise entführen.
An dem Ort, wo das Schaumzuckerherz lag, wurden keine Kampfspuren gefunden, dafür Spuren von Speichel, die aller Wahrscheinlichkeit von Ella stammen. Ihr Handy wurde um 8:53 Uhr, direkt nach ihrem Verschwinden, ausgeschaltet. Die Mutter will das alleinige Sorgerecht; nächste Woche soll die Angelegenheit vor Gericht. Helen zufolge hat Pablo sie mehrfach bedroht und geschlagen. Pablo gibt an, er habe Helen um 9:15 angerufen, die aber nicht rangegangen sei, was sich durch den Provider bestätigen lässt; Helen gibt an, sie hätte das Klingeln des Telefons nicht gehört. Wallander verlangt nach einer Liste von entlassenen Sexualstraftätern. Wie die Polizei herausfindet, war Pablo bei der Suche nach Ella in Gesellschaft seines Cousins Alejandro, mit dem er bald zu streiten anfing; Alejandro besitzt eine einsame Hütte im Wald. In der Hütte findet die Polizei einen gepackten Koffer für zwei Personen und zwei Flugtickets nach Chile für einen Erwachsenen und ein Kind. Während der Durchsuchung wird Linda von Alejandro überfallen, doch können sie und Svartman Alejandro überwältigen. Beim Verhör gibt Pablo an, er hätte zuerst gedacht, Alejandro hätte Ella entführt, und sei daher wütend auf ihn gewesen; die Reise nach Chile wäre für den Fall geplant gewesen, dass er vor Gericht verliert.
An einer Flussstelle unter einer Brücke findet die Polizei Ellas Fahrrad. Im Versteck der beiden Mädchen im Gebüsch findet Wallander einen Kugelschreiber.
Wallander und sein Team bekommen Hilfe von der Staatsanwältin Anna Skogfält aus Malmö, die Erfahrung mit Fällen von verschwundenen Mädchen hat. Sie vermutet, dass Helen bei ihrer Aussage zu Pablos Telefonat, dass sie nicht gehört haben will, lügt.
Wallander forscht in Trelleborg in einem ähnlichen Fall des verschwundenen Mädchens Alexandra Hammar nach, bei dem er seinerzeit geholfen hat und in dem die Mutter Jannika verdächtigt wurde. Wie sich herausstellt, hatte Alexandra auch so einen Kugelschreiber der gleichen Marke, wie Wallander ihn in Ellas Versteck gefunden hat. Jannika Hammar stand damals im Verdacht, ihre Tochter geschlagen zu haben.
Magnusson observiert in der Zeit Helen, die die Wohnung von Viktor Nilsson betritt. Linda befragt Viktor, der zugibt, dass er Helen kennt und mit ihr zusammen ist. Laut Helen war Viktor zunächst ein Freund in der Clique, bevor die beiden sich ineinander verliebt haben. Sie bestätigt seine Aussage, dass er dagegen war, zusammenzuziehen. Sie ergänzt, dass, falls Pablo wirklich an dem Morgen angerufen hat, sie das Telefon nicht hörte, weil sie mit Viktor zusammen war. Linda weist darauf hin, dass Jannika Hammar in Ystad ist, weil sie in der Zeitung bei dem Suchtrupp abgebildet ist.
Linda bittet ihren Vater, heute Klara vom Kindergarten abzuholen.
Die Polizei kommt hinzu, als Jannika Hammar auf den Bäcker Ola Månsson losgeht. Jannika Hammar hat Material über pädophile Straftäter zusammengestellt, in dem auch Ola Månsson steht. In einem Geschäft kauft sie ein Messer.
Wallander erkundigt sich bei Ola Månsson, wie der Entführer von Ella denken könnte. Ola Månsson meint, wenn jemand wie er Ella entführt hätte, hätte die Polizei Ella schon gefunden; seiner Meinung nach steckt etwas Schlimmeres dahinter.
Wallander verspätet sich, als er Klara abholt. Wallander bringt Klaras Kindergärtnerin Bea nach Hause. Wenig später bemerkt er, das Bea ihr Buch im Auto vergessen hat und sagt grinsend zu Klara, dass nicht nur ihr Opa vergesslich ist.
Am Abend klopft Viktor Nilsson bei Wallander und berichtet, dass Helen spurlos verschwunden ist. Beide hatten kurz zuvor gestritten, weil Helen Pablo für verantwortlich für Ellas Verschwinden hält.
Am nächsten Tag gibt Wallander Bea ihr Buch zurück, die ihm von ihrem Leseclub erzählt, und kauft sich auch ein Exemplar. Auf der Suche nach Helen ortet Nyberg Ellas Handy im Versteck im Gebüsch. Im Versteck findet sich Helens Leiche in einer Plastiktüte. Viktor war zur Helens Todeszeit bei Wallander. Pablo wird verhaftet, weil er für die fragliche Zeit kein Alibi hat, ferner findet sich eine Plastiktüte mit Helens Kleidung auf seinem Balkon und die Abdrücke seiner Stiefel in Ellas Versteck. Helen hatte Ellas Handy in der Jackentasche. Pablo wird verdächtigt, erst Ella umgebracht zu haben, weil sie nicht nach Chile mitwollte, und dann Helen umgebracht zu haben, weil sie an allem schuld war, und kommt in Haft.
Wallander beobachtet Viktor in seinem Geschäft, wie er sich ungezwungen mit zwei jungen Mädchen unterhält. Wallander fragt Viktor, ob er zu Helens Tod noch etwas sagen kann, was der Polizei weiterhelfen könnte. Als Viktor duscht, durchsucht Wallander seine Wohnung, wird von Viktor erwischt und angezeigt. Wallander indessen hat Zweifel an Pablos Schuld und sieht in ihm einen Vater, der Angst hat, sein Kind zu verlieren.
Wallander sucht Jannika Hammar auf und entschuldigt sich, dass es ihm seinerzeit nicht gelungen ist, Alexandra zu finden. Er hat damals in Scheidung gelebt und habe nur an sich gedacht, weil er aus Ystad weg und dabei helfen wollte, Alexandra zu finden.
Er fragt sie, ob sie auch Material zu Viktor Nilsson hat. Der Name sagt ihr nichts, doch hat sie eine Aufzeichnung des Trelleborg-Laufs, bei dem Alexandra eine Woche vor ihrem Verschwinden bei der Getränkeausgabe geholfen hat. In der Aufzeichnung sieht Wallander Alexandra, wie sie Viktor Nillson während des Laufs nicht dem führenden Läufer, sondern Viktor Nilsson eine Wasserflasche gibt, die beiden sich also kannten. Für Staatsanwältin Anna Skogfält ist die Tatsache, dass die beiden sich kannten, noch kein Beweis. Bei seiner Vernehmung bestreitet Viktor Nilsson, Alexandra gekannt zu haben. Da meldet sich ein Zeuge und sagt aus, dass er Ella durch ein Getreidefeld hat laufen sehen. Als Wallander Ella im Wald findet, läuft sie davon und wird von einem Auto erfasst. Es stellt sich heraus, dass sie schon vor dem Unfall einige Verletzungen hatte: Sie wurde geschlagen, gekratzt und gebissen. Die Spuren der Bisse deuten darauf hin, dass sie von einer Frau stammen. Allem Anschein nach stammen sie nicht von Helen Svedberg, sondern von Jannika Hammar. Wallander konfrontiert Jannika Hammar mit den neuesten Erkenntnissen und bestellt sie für den nächsten Tag aufs Revier.
Auf einem abendlichen Streifzug durch die Innenstadt trifft Wallander in einem Lokal auf Bea und ihren Leseclub. Als er sich dazusetzen will, bekommt er einen Anruf und muss fort. Jannika Hammar hat sich mit ihrem Messer auf die Suche nach Viktor Nilsson gemacht. Auf den Fotos von Ella hat sie eindeutig erkannt, dass Ella ein Hemd von Alexandra trug. Während Wallander Jannika durch die Stadt verfolgt, findet Linda in Viktor Nilssons Haus einen entscheidenden Hinweis. Während sie versucht, Wallander anzurufen, wird sie von Viktor Nilsson überfallen. In der Zwischenzeit findet Wallander Jannika und appelliert an sie, nicht noch mehr Schaden anzurichten. Wallander findet Linda in Nilssons Keller gefesselt und mit einer Plastiktüte über dem Kopf vor. Wallander stellt Nilsson, als dieser gerade eine junge Frau mit einem Messer bedroht. Im nächsten Moment verletzt Nilsson mit seinem Messer seine Halsschlagader.
Bei der jungen Frau handelt es sich um Alexandra. Nilsson hat sie eines Tages in sein Auto gezerrt; wenig später ist sie in seinem Keller wieder aufgewacht. Auch Ella hat er – wie er ihr sagt, im Auftrag ihrer Mutter – in seinem Auto mitgenommen, woraufhin sie wenig später wieder in einem Keller aufwachte. Alexandra erzählt, dass er ihr irgendwann eine Schwester mitbringen wollte. Alexandra wollte nicht, das Ella in dem Keller dasselbe durchmachen musste wie sie, und ist deswegen auf sie losgegangen, hat sie gekratzt und gebissen.
Jannika und Alexandra können sich wieder in die Arme schließen. Beide ziehen gemeinsam weg.
Beim Spaziergang mit Jussi am Strand trifft Wallander Bea, die im Meer gebadet hat. Er erzählt ihr, das er sich auch das Buch gekauft hat, das ihr Leseclub gerade liest.

## Kritiken
„Versierter (Fernsehserien-)Krimi mit düsterer Atmosphäre. - Ab 16.“